# オレニフカ捕虜収容所爆発
オレニフカ捕虜収容所爆発（オレニフカほりょしゅうようじょばくはつ）は、2022年ロシアのウクライナ侵攻中の2022年7月29日に、ウクライナのオレニフカ付近にあるロシア軍の捕虜収容所が爆発した出来事。
捕虜53人が死亡、75人が負傷した。
ウクライナとロシアは、収容所への攻撃で互いに非難している。ウクライナ軍参謀本部は収容所で行われていたウクライナの捕虜への拷問と殺害を隠蔽するためにロシア軍が砲撃したと発言し、ウクライナ当局はロシアに責任があることを示す通信を傍受したものを公開したが、ロシアはウクライナ領からHIMARSロケット弾が発射されたとしている。7月30日時点で、何が起こったか、第三者により検証されてはいない。

## 爆発
7月29日夜、ウクライナのオレニフカ付近にあった収容所（親ロシア派のDPRが運営）が破壊された。ロシアとDPRによれば、ウクライナの捕虜53人が死亡し、75人が負傷したとされるが（当初、ロシアの公式声明では、看守8人に加えて、40人が死亡、75人が負傷したとしていた）、ウクライナ側は、およそ40人が死亡、130人が死亡したとしていた。両陣営ともに、事件が発生する数日前にアゾフ大隊の捕虜が連行され、収容されていたことで見解が一致している。DPRの首長デニス・プシーリンは、収容所には193人の捕虜がいたとし、外国人は不在だったが、捕虜になったウクライナ人の人数は特定されていなかったと発言した。
ウクライナは事件についてロシアの責任としており、ウクライナ保安庁は、電話によるロシア兵士の会話を傍受した録音記録（ロシアが爆発物を建物内に置いたことを示唆する）を公開した上で、入手可能な映像の証拠から、一部の窓が無傷のままであり、目撃証言では通常は砲撃あるいは付随する音に言及されておらず、建物へのロケット攻撃が行われていないことを示唆しているとした。ウクライナ国防省情報総局によれば、ワグネル・グループ（ロシアを後ろ楯とする民間軍事会社で、アフリカ、シリア、ウクライナにおける戦争犯罪で非難された）がロシア国防省との事前協議なく爆発を引き起こしたとされる。
ロシアは、ウクライナがアメリカ合衆国から供給されたHIMARSロケット砲で収容所を攻撃したと主張した。同日、ロンドンのロシア大使館は、「アゾフ大隊の兵士は死刑、正規の兵士ではないので銃殺刑ではなく絞首刑に値する。屈辱的な死がふさわしい」といった内容のツイートを投稿した。Twitterはヘイトスピーチというフラグを立てツイートの拡散を制限したが、公衆の面前から隠されてはいなかった。
それぞれの陣営の話の信憑性について、第三者による検証はほとんどなされていない。アメリカのシンクタンク戦争研究所は、入手可能な証拠により爆発の性質がHIMARSの攻撃と一致しないのでウクライナ側の話の方がより信憑性が高いことが示唆されているが、どちらに責任があるか確実に言うことはできないだろうと発言した。ウクライナのボランティアイニシアチブInformNapalmもまた同様の発言を行ったが、ロシア軍がRPOロケットランチャーあるいはMRO-Aを使い、遺体が火あぶりにされるのを待っていたことを示唆して、ロシアの責任であるとした。イスラエル人のウクライナ軍士官は、ロシア兵士に拷問を恐れさせ、ヘルソン地域に進軍するウクライナ軍への降伏を抑止するためにロシア軍が収容所を攻撃したと主張した。

## 反応
ウクライナ外務省は国際司法裁判所に提訴し、ロシアもまた独自に調査を開始したとした。また、ウクライナ当局は赤十字国際委員会と国際連合に対して介入を依頼し、少し遅れて、7月30日夜に、ロシアは両組織の代表の敷地内への立ち入りを許可した。
7月29日の声明において、欧州連合外務・安全保障政策上級代表のジョセップ・ボレルは、ロシアを非難した上で、攻撃を「恐ろしい残虐行為」かつ「蛮行」と呼び、また、証拠として親ロシア派のソーシャルメディアでシェアされ始めていたウクライナの捕虜への悪質な残虐行為（拷問と去勢）を実行していたロシア兵士の映像に言及した。エストニア、イギリス、フランスもまた同様の態度を示している。
8月にはグテーレス事務局長によって調査団が設置されたが、ロシア当局が協力を拒否したため解散された。
2024年にAP通信が入手した内部分析報告書は事件の責任はロシアにあると示唆しており、ウクライナ検察総局は刑務所長と副官を指名手配した。同年12月、元刑務所長はロシア占領下のウクライナ東部ドネツクで仕掛けられた自動車爆弾の爆発により死亡している。元刑務所長には、2万1500ドルの懸賞金がかけられていたという。